# Lorenzo Valerio
Lorenzo Valerio (Torino, 23 novembre 1810 – Messina, 26 agosto 1865) è stato un politico italiano.

## Biografia
Filantropo laico, fu il secondo di cinque fratelli. fra cui Gioacchino e Cesare, anch'essi deputati. Organizzatore di cultura e uomo politico liberale, fondò e diresse il periodico "Letture popolari" (1836), che tanta influenza ebbe nel diffondere le idee liberali e democratiche presso i giovani della piccola e media borghesia piemontese, l'Associazione Agraria (dove si impose a Camillo Benso conte di Cavour) e la Società degli Asili infantili di Torino. Nel 1842 promosse ad Agliè la nascita di uno dei primi asili infantili e di un convitto per le donne del setificio. In seguito fondò e diresse l'influente quotidiano politico La Concordia e poi il quotidiano Il Diritto. 
Fu, in contrasto spesso durissimo col Cavour, il capo dell'opposizione (liberal-democratica, diremmo oggi) nel Parlamento subalpino per molte legislature, assertore di un sanguigno liberalismo democratico o "di sinistra" che, durissimo contro i clericali, i privilegi della Chiesa, l'Austria e gli altri stati assolutistici che tenevano l'Italia sotto il loro controllo e impedivano l'Unità della nazione, metteva però insieme libertà e giustizia sociale. Era favorevole, infatti, alle imposte progressive su redditi e rendite; diversamente dal Cavour, che però da parte sua per finanziare gli investimenti statali e le riforme aveva alzato le tasse proprio alla ricca borghesia delle professioni che lo votava e alla aristocrazia da cui proveniva (Viarengo).
Eppure, Valerio e la sinistra appoggiarono stranamente l'incostante e troppo moderato re Carlo Alberto, curiosamente più vicino a lui che al Cavour. Perciò, sia Giuseppe Mazzini (e i circoli repubblicani di Genova), sia il Cavour, per opposti motivi lo criticavano, in quanto si illudeva di «...circondare la monarchia di istituzioni repubblicane», o addirittura di «...fare la rivoluzione con un re», come diceva Mazzini. A sua volta, giudicò sempre severamente Mazzini e i suoi continui e inconcludenti tentativi insurrezionali che mandavano allo sbaraglio tanti giovani e rafforzavano la reazione degli stati assolutistici, preferendogli di gran lunga Giuseppe Garibaldi. E infatti il Valerio fu il parlamentare di riferimento per il generale nizzardo.
In seguito, quando Cavour fu ministro nel governo liberal-conservatore di Massimo d'Azeglio, e poi Presidente del Consiglio dei ministri con un programma di centro aperto alla sinistra moderata, Valerio lo appoggiò spesso, pur conservando l'intransigenza morale e lo spirito critico per i quali era conosciuto e apprezzato.
Avversario implacabile, ma anche amico di Cavour, col quale si unì nel famoso “Connubio” tra lo schieramento di centro moderato e quello sinistro o liberal-democratico del Parlamento Cisalpino (“Centro-sinistro” si chiamò l'alleanza) che dette lo slancio risolutivo all'Unità d'Italia e alla fondazione del nuovo Stato unitario, Valerio ebbe con Cavour un fitto scambio di lettere. In una di queste Cavour tiene a sottolineare la differenza politica col Valerio firmandosi con amichevole ironia «Suo devotissimo avversario, C. Cavour» (31 dicembre 1859). In un'altra lettera (10 marzo 1859) Cavour prende le distanze dalle opinioni del combattivo e impulsivo Valerio a proposito di rivoluzioni: «Non si deve respingere l'elemento insurrezionale, o, se meglio le piace, rivoluzionario, ma non si può somministrare in dosi troppo forti, sia a ragione dell'Europa, sia del proprio Paese, che non ha stomaco fatto per digerirlo, se non moderatamente» (Carteggio Cavour-Valerio, in Biblioteca Storica della Provincia di Torino).
Fu eletto deputato fin dalla VIII legislatura del Regno d'Italia (la prima dopo l'Unità d'Italia). Nominato da re Vittorio Emanuele II governatore della provincia di Como, fu poi governatore straordinario delle Marche subito dopo l'Unità d'Italia, durante tale periodo stimolò la nascita di vari istituti educativi, come l'Istituto di Belle Arti delle Marche e l'Asilo d'Infanzia (che sarà intitolato a lui) in Urbino.
Infine divenne senatore del Regno e prefetto di Messina, città nella quale morì colpito da malattia.
Nella sua casa torinese, dove si teneva un affollato salotto di intellettuali e patrioti liberali, era stato fatto conoscere per la prima volta e musicato da Michele Novaro l'Inno di Mameli, i cui versi erano stati scritti nel 1847 dal giovane patriota Goffredo Mameli.
Parte del suo archivio è conservato presso la Biblioteca di storia e cultura del Piemonte "Giuseppe Grosso" di Torino. Il suo epistolario, edito dalla Fondazione Luigi Einaudi di Torino è in corso di pubblicazione a cura di Adriano Viarengo.

## Riconoscimenti
Ebbe la cittadinanza onoraria delle città di Ancona, Ascoli Piceno, Camerino, Jesi e Urbino. Inoltre le città di Torino e di Urbino gli hanno dedicato una via.